# Motor de apogeu

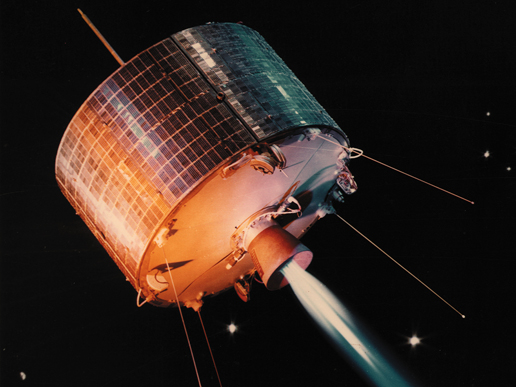
Representação artística do disparo do motor de apogeu do satélite Syncom 1

Em astronáutica, o motor de apogeu (AKM, do inglês Apogee kick motor) é um componente de satélites espaciais cujo objetivo é produzir o ΔV necessário para se passar da órbita elíptica de transferência para a órbita geoestacionária. Este componente normalmente é um foguete de combustível sólido, e o seu disparo é uma das operações mais críticas das missões de lançamento que empregam a transferência de Hohmann.